# 店子洼水库
店子洼水库，又称店洼水库是中国宁夏回族自治区固原市彭阳县境内的一座水库，位于泾河上，建于1960年。水库正常库容为830万立方米，集雨面积为216平方千米，海拔为1556米。